# Демчук Теофіль Семенович
Демчук Теофіль Семенович (нар. 20 вересня 1896, м. Тернопіль — весна 1992, м. Валбжих, Польща) — український актор, театральний діяч, історик театру, педагог.

## Життєпис
1908—1911 навчався в українській гімназії у Тернополі. 1915-1917 — актор і адміністратор театру «Тернопільські театральні вечори».
1918 працював у Державному народному театрі П. Саксаганського (м. Київ). На початку листопада того ж року повернувся до Тернополя; телеграфіст залізничної станції. Вістун УГА.
Наприкінці грудня 1918 разом із Миколою Бенцалем заснував Український театр, який у березні 1919 перетворений на Новий Львівський театр.
У січні 1920 у Вінниці — співзасновник Нового драматичного театру ім. І. Франка.
В липні 1920 повернувся до Тернополя, заснував разом із Мар'яном Крушельницьким драматичний театр. Після хвороби залишив його.
Навчався на факультеті права Українського таємного університету у Львові. Вчителював у центральній Польщі, після 2-ї світ. війни — у місті Валбжих.
Помер у 1992 році у Валбжиху.

## Театральні ролі
Зіграв у театрі близько 50 ролей, серед яких:
- Скорик, Скворцов («Сватання на Гончарівці», «Шельменко-денщик» Г. Квітки-Основ'яненка),
- Гупаленко, Націєвський («Суєта», «Мартин Боруля» І. Карпенка-Карого),
- Шинкар («Украдене щастя» І. Франка), Скакунець («Пошилися в дурні» М. Кропивницького).

## Праці
Автор документальний статей з історії українського театру, спогадів про митців сцени А. Бучму, Я. Бортника, В. Калина, К. та І. Рубчаків, С. і Й. Стадників, Г. Юрчакову, Гната Юру та ін.
Спогади вміщені у збірниках «Лесь Курбас», «Мар'ян Крушельницький» та ін.
Зібрав велику колекцію афіш і світлин акторів «Тернопільських театральних вечорів» та Нового драм. театру ім. І. Франка. Видав спогади.
Рукописи своїх статей передав до Національного музею у Львові, ЛНБ, НТШ, ТОКМ.